# Always B Miki
Always B Miki, född 2011, är en amerikansk standardhäst som tävlade mellan 2013 och 2016. Han tränades av Joe Holloway (2013–2014) och av Jimmy Takter (2015–2016). Han kördes under hela tävlingskarriären av David Miller.
Always B Miki började tävlade som 2-åring, då främst på Hoosier Park i Indiana, men tävlade på andra banor i andra delstater under treårssäsongen. Han var storfavorit i Breeders Crown 3YO Colt & Gelding Pace, men ströks innan loppet då han hade fått en fraktur i ett ben. Efter en lång paus från tävlandet gjorde han comeback för att segra i Breeders Crown Open Pace 2015. Som femåring 2016 segrade han i flera storlopp och satte världsrekord på The Red Mile, då han segrade på tiden 1:46.0 (1.05,9). 2016 fick han även utmärkelsen Dan Patch Award för American Harness Horse of the Year.

## Bakgrund
Always B Miki är brun med en vit stjärna på pannan och en vit krona på vänster bakben. Han avlades på Joe Hurley's Roll The Dice Stable och föddes i Gettysburg, Pennsylvania. Hurley födde även upp Always B Mikis far Always a Virgin, som tjänade över 1 miljon dollar under sin tävlingskarriär. Always B Miki är uppkallad efter Hurleys fru.
Efter sin tredje start sålde Hurley en andel i Always B Miki till Bluewood Stable och Val D'Or Farms. 2015 blev hans nya ägare Bluewood Stable, Roll The Dice Stable och Christina Takter. Hans nya tränare blev då Jimmy Takter, medan David Miller tog över som ordinarie kusk. I början av oktober 2016 såldes en stor ägarandel till Diamond Creek Farm, där Always B Miki kommer att stå som pensionär och avelshingst. I oktober samma år köpte även All American Harnessbreds en andel i hästen.

## Tävlingskarriär

### 2013: Tvååringssäsongen
Always B Miki segrade i sin tävlingsdebut den 12 juli 2013 på Meadowlands i ett lopp för tvååriga hingstar och valacker. Han tävlade sedan främst på Hoosier Park där han bland annat segrade i ett uttagningslopp till Indiana Sire Stakes och hamnade på tredje plats i två av finalerna. Under debutsäsongen tog han två segrar, fyra andraplatser och tre tredjeplatser på tolv starter.

### 2014: Treåringssäsongen
Som 3-åring började Always B Miki säsongen på Hoosier Park och segrade i flera finaler av Indiana Sire Stakes. Han slutade även på andra plats i Meadowlands Pace, på tangerade världsrekordtiden 1:46.4 (1.06,4).
Han segrade även i uttagningsloppet till Breeders Crown 3YO Colt & Gelding Pace, men ströks innan loppet då han hade fått en fraktur i ett ben. Han genomgick en operation och fyra skruvar sattes in i benet. Under treåringssäsongen tog han 12 segrar på 19 starter.

### 2015: Fyraåringssäsongen
Always B Miki tränades från 2015 av Jimmy Takter, och fortsatte att träna mot en comeback, men skadade sedan sitt andra bakben.
Han gjorde comeback den 3 oktober på Hoosier Park i ett uttagningslopp till Indiana Sire Stakes och segrade på tiden 1:49.0 (1.07,8). Han segrade även i sitt uttagningslopp till Breeders Crown Open Pace på tiden 1:49.4 (1.08,3). I finalen på Woodbine Racetrack segrade Always B Miki övertygande med 5 1⁄2 längd på tiden 1:49.3 (1.08,2) på en tung bana. Han avslutade sedan säsongen med att vinna American-National Aged Pace på Balmoral Park. Under säsongen tog han fyra segrar på fyra starter.

### 2016: Femåringssäsongen
Always B Miki tränade bra över vintern, och tränare Takter kände sig optimistisk inför den kommande säsongen. Han sa bland annat att Always B Miki hade samma typ av kraft som Somebeachsomewhere.
Always B Miki debuterade som femåring den 23 april 2016 i ett lopp på Meadowlands där han slutade på andra plats. Den 8 maj tog han sin första seger för året då han segrade på 1:49.1 (1.07,9). Under femåringssäsongen segrade han bland annat i Gold Cup Invitational Pace på Mohawk Racetrack. I loppet segrade han med 3 och en halv längd på tiden 1:47.1 (1.06,7), vilket var den snabbaste tiden någonsin i Kanada.
Han segrade även i Ben Franklin på Pocono Downs, där han slog bland annat Wiggle It Jiggleit som blivit utsedd till American Harness Horse of the Year 2015. Efter loppet sa Takter att Always B Miki är världens bästa passgångare.

#### Världsrekord
Den 9 oktober 2016 startade Always B Miki i Allerage Farms Open Pace på The Red Mile i Lexington, som är känd för att vara en av de snabbaste banorna i världen, så möjligheterna att slå världsrekord var goda. Takter var dock orolig för att Always B Miki inte var van att tävla på dagtid, då hästen bland annat blivit rädd för skuggorna under uppvärmningen.
Always B Miki övertog ledningen från Shamballa efter en fjärdedel av loppet. Always B Miki ledde sedan resten av loppet och segrade på tiden 1:46.0 (1.05,9). Segertiden var ny världsrekordtid (den gamla var 1:46.4 (1.06,4) som hölls av Somebeachsomewhere, He's Watching, Warrawee Needy och Holborn Hanover).

#### Slutet på tävlingskarriären
Always B Miki gjorde sina två sista starter i kärriären på Meadowlands, där han segrade både i Breeders Crown Open Pace och TVG Free For All Pace. Under säsongen tog han 12 segrar och 5 andraplatser på 18 starter. Förutom världsrekordet på The Red Mile, tangerade han även världsrekordet på 5⁄8 milebana, 1:47.0 (1.06,5) inte mindre än tre gånger. Han mottog Dan Patch Awards för American Harness Horse of the Year, Pacer of the Year och Champion Older Pacer.

## Statistik
| År     | Ålder  | Starter | 1:a | 2:a | 3:a | Vinstsumma | Rekordtid | Ref.   |
| ------ | ------ | ------- | --- | --- | --- | ---------- | --------- | ------ |
| 2013   | 2      | 12      | 2   | 4   | 3   | $135,384   | 1:53.1    | [ 8 ]  |
| 2014   | 3      | 19      | 12  | 4   | –   | $791,482   | 1:47.4    | [ 23 ] |
| 2015   | 4      | 4       | 4   | –   | –   | $301,210   | 1:48.1    | [ 24 ] |
| 2016   | 5      | 18      | 12  | 5   | –   | $1,487,292 | 1:46.0    | [ 25 ] |
| Totalt | Totalt | 53      | 30  | 13  | 3   | $2,719,368 | 1:46.0    |        |

## Avelskarriär
Efter tävlingskarriären har Always B Miki verkat som avelshingst på Diamond Creek Farm i Pennsylvania. Under hans första säsong som avelshingst förväntades han betäcka 140 ston.

## Stamtavla
| Efter Always a Virgin 2004 | Western Ideal 1995      | Western Hanover | No Nukes         |
| Efter Always a Virgin 2004 | Western Ideal 1995      | Western Hanover | Wendymae Hanover |
| Efter Always a Virgin 2004 | Western Ideal 1995      | Leah Almahurst  | Abercrombie      |
| Efter Always a Virgin 2004 | Western Ideal 1995      | Leah Almahurst  | Liberated Angel  |
| Efter Always a Virgin 2004 | Neverhaveneverwill 1995 | Big Towner      | Gene Abbe        |
| Efter Always a Virgin 2004 | Neverhaveneverwill 1995 | Big Towner      | Tiny Wave        |
| Efter Always a Virgin 2004 | Neverhaveneverwill 1995 | Keystone Wallis | Albatross        |
| Efter Always a Virgin 2004 | Neverhaveneverwill 1995 | Keystone Wallis | Steel Wool       |
| Undan Artstopper 2003      | Artsplace 1988          | Abercrombie     | Silent Majority  |
| Undan Artstopper 2003      | Artsplace 1988          | Abercrombie     | Bergdorf         |
| Undan Artstopper 2003      | Artsplace 1988          | Miss Elvira     | Albatross        |
| Undan Artstopper 2003      | Artsplace 1988          | Miss Elvira     | Ladalia Hanover  |
| Undan Artstopper 2003      | Aintnostopme 1993       | Big Towner      | Gene Abbe        |
| Undan Artstopper 2003      | Aintnostopme 1993       | Big Towner      | Tiny Wave        |
| Undan Artstopper 2003      | Aintnostopme 1993       | Suave Almahurst | Bret Hanover     |
| Undan Artstopper 2003      | Aintnostopme 1993       | Suave Almahurst | Savilla Song     |